# Мухаммед Мармурі
Мухаммед Салах Мармурі (араб. محمد مرموري; 18 вересня 1967) — туніський боксер, чемпіон і призер Всеафриканських ігор.

## Аматорська кар'єра
На Всеафриканських іграх 1995 Мухаммед Мармурі став чемпіоном.
На Олімпійських іграх 1996 переміг Маселіно Масое (Самоа) — 11-8 і Йорна Йонсона (Норвегія) — 17-4, а у чвертьфіналі програв майбутньому чемпіону Девіду Ріду (США) — 8-13.
На Середземноморських іграх 1997 переміг Фредеріка Естера (Франція), Крістіана Санавія (Італія) та Ерджумента Аслана (Туреччина) і став чемпіоном.
На Всеафриканських іграх 1999, здобувши дві перемоги, у півфіналі програв Мухаммеду Хікал (Єгипет).
На Олімпійських іграх 2000 в першому бою достроково переміг Осуману Адама (Гана), а в другому достроково програв Хуану Ернандес Сьєрра (Куба).
На Середземноморських іграх 2001 переміг Мухаммеда Хікал (Єгипет), але програв у півфіналі.